# Розв'язка (фільм)
«Розв'язка» — радянський чорно-білий пригодницький художній фільм, поставлений на кіностудії «Ленфільм» в 1969 році режисером Миколою Розанцевим.
Початковий сценарій Анатолія Ромова і режисера Миколи Розанцева називався «Прихований ворог», проте цензура змусила режисера змінити назву на «Амністії не підлягає». Фільм було знято в 1968 році. В першій версії фільму Петро Шелохонов грав шпигуна, який проникає в радянські силові структури, одягнувши форму капітана міліції. Реліз кінофільму збігся з замахом на Леоніда Брежнєва, вчиненим Віктором Ільїном, що так само був переодягнений в радянську форму міліції. На вимогу міністра внутрішніх справ СРСР Миколи Щолокова фільм був заборонений до показу, кінонегативи вилучено та знищено. Сценарій фільму був переписаний і на його основі наприкінці 1969 року було завершено роботу над картиною під назвою «Розв'язка». В цьому фільмі шпигуна знову грав Петро Шелохонов, але вже носив білу сорочку замість радянської формі поліції.
Прем'єра фільму «Розв'язка» в СРСР відбулася 26 січня 1970 року.

## Сюжет
В Управління державної безпеки Ленінграда здався чоловік, який працював зв'язковим на іноземну розвідку, але своїх спільників він ніколи не бачив, і тепер чекістам належить знайти їх, маючи мінімум даних. У дачному передмісті Ленінграда живе якийсь Сотников. Він одружився і влаштувався директором кінотеатру. Незабаром контррозвідники Андрій Батурін і Ігор Краснюк уже ведуть складну справу зі вбивством і декількома підозрюваними. Молоді слідчі виходять на резидента іноземної розвідки… Вони діють без зовнішніх ефектних прийомів (бійок, погонь й інших атрибутів пригодницького жанру). Контррозвідники вдаються до допомоги досвідченого чекіста і змушують Сотникова помилятися, що призводить до провалу його шпигунської діяльності. Шпигун заарештований і амністії не підлягає…

## У ролях
- Юрій Гусєв —  Андрій Миколайович Батурін, слідчий КДБ
- Микола Тимофєєв —  Григорій Павлович Васильченко, слідчий КДБ
- Олексій Яковлєв —  Ігор Краснюк, слідчий КДБ
- Геннадій Некрасов —  Іван Олександрович Токарєв, начальник відділу КДБ
- Петро Шелохонов —  шпигун Володимир Семенович Сотников, директор кінотеатру, вітчим Ірини
- Микола Гриценко —  Олександр Петрович Терехов, вчитель малювання
- Костянтин Смирнов —  Сергій Васильович Малишев, міліціонер
- Тетяна Майорова —  Таня, сестра Андрія
- Гнат Лейрер —  Данилін, зв'язковий шпигуна
- Галина Шмакова —  Ірина
- Валерій Смоляков —  Валерій
- Олег Бєлов —  старший лейтенант Кузнецов, прикордонник
- Олег Дашкевич —  офіцер
- Юрій Дедович —  слідчий на допиті
- Михайло Дубрава —  епізод
- Геннадій Дюдяєв —  хлопчик з вудками
- Ігор Косухін —  прикордонник
- Олександр Суснін —  Льоша Федотов, посланий директором кінотеатру зробити прибирання в підвалі
- Любов Тищенко —  Поліна Василівна, сестра Сергія
- Олександр Михайлов —  Воротихін

## Знімальна група
- Автор сценарію — Анатолій Ромов
- Режисер-постановник — Микола Розанцев
- Головний оператор — Володимир Бурикін
- Головний художник — Грач'я Мекінян
- Режисер — М. Русланова
- Оператор — А. Бахрушин
- Композитор — Микола Червинський
- Звукооператор — Борис Антонов
- Художники: 
 по костюмах — Наталія Кочергіна 
 декоратор — Віра Зелінська 
 гримери — Василь Ульянов, Г. Грушина
- Монтаж — Ірина Руденко, Н. Жукова
- Редактор — Я. Маркулан
- Асистенти: 
 режисера — Олег Дашкевич, В. Свойський 
 оператора — В. Бєлянін, А. Романов
- Директор картини — Григорій Діденко